# グワーダル
グワーダル（英語: Gwadar、バローチー語・ウルドゥー語: گوادر、アラビア語: جوادر）は、パキスタン南西部バローチスターン州にある港湾都市。日本語メディアではグワダルと表記されることもある。名称は地元のバローチ語で「風の門」を意味する。アラビア海に面しており、中国新疆ウイグル自治区のカシュガルに至る中国・パキスタン経済回廊（CPEC）及びそれを含めた一帯一路構想の要衝として開発が進んでいる。
1797年から1958年にかけて、アラビア海対岸にあるオマーンの領土だった。オマーン時代は自由港だったため輸入品が安かった。パキスタンからの客も多く、密輸も栄えていた。

## 歴史と現状
1783年にオマーン宮廷で内紛が発生し、スルターン・ビン・アフマドという王族が追放された。カラート藩王国（現在のパキスタンのバルチスタン）のハーンが、ビン・アフマドをグワーダルを領土とするスルターンとしたが、彼はその後、オマーンに帰国。1792年にオマーンの国王に即位したため、グワーダルはオマーンの飛地領土となった。
しかし1876年にグワーダルの周囲のカラート等の各王国が、1891年にはオマーンがイギリスの保護国となり、英領インドの一部となる。
1947年に英領インドからパキスタンが独立し、グワーダル地域が問題となった。結局、オマーンは1958年に300万ポンドでパキスタンに売却した。これによりグワーダルの飛地は解消された。
1998年の核実験でパキスタンが経済制裁を受けてグワーダルの深海港開発計画が中止になり、2001年に中国の朱鎔基国務院総理が訪問して当時のパキスタンのパルヴェーズ・ムシャラフ大統領とグワーダルの港湾建設で合意して2002年に開始され、2007年に完成したグワーダル港の40年間にわたる運営権はシンガポールのPSAインターナショナルに譲渡された。
2013年1月30日、パキスタン政府はPSAから回収したグワーダル港運営権の中国企業への移譲を認可し、同年2月18日の調印式にはパキスタンのアースィフ・アリー・ザルダーリー大統領らが出席した。パキスタンのアフマド・ムフタール国防相は中国人民解放軍海軍が駐留する軍港化を提案するも、中国の梁光烈国防部部長は応じなかったと述べた。
2016年11月、正式に開港し、式典でナワーズ・シャリーフ首相は演説で「今日は新しい時代の幕開けだ」と述べ、CPECを警備する特別治安部隊（SSD）の指揮官であるパキスタン陸軍参謀長のラヒール・シャリフらも出席した。2020年時点、グワーダルのうち中国が使用する24平方キロメートルは安全確保のため有刺鉄線で囲む工事がバルチスタン州政府により行われている。
中パ両国と対立を抱えるインドは、グワーダル港が中国に軍事利用される可能性を警戒しており、イラン南東部スィースターン・バルーチェスターン州の港町チャーバハールの開発理由はグワーダル港への対抗ともされる。一方で軍事的に密接な中パ両国と友好的でイランに敵対的なサウジアラビアはCPECの「第三のパートナー」とされ、インドがCPECを妨害していると批判していたラヒール・シャリフは、サウジアラビアによるイラン包囲網とされるイスラム軍事同盟の初代最高司令官に抜擢され、ムハンマド・ビン・サルマーン皇太子はパキスタンと中国を訪問した際にグワーダルの製油所建設などの協力で合意した。だが2019年2月の覚書署名後、サウジアラビアは製油所建設地を約600キロメートル東方の大商業都市カラチ近郊へ変更することを決めたと報道された。グワーダル周辺は石油製品の需要が乏しく、カラチなどへパイプラインを敷設しない限り輸送コストが高くつくためである。
2020年1月、アフガニスタン発着の荷物の取り扱いが中遠海運集装箱運輸公司により始められた。内陸国であるアフガニスタンが利用できる貿易港としては、上記のイラン南東部チャーバハール（インド政府が支援するシャヒド・ベヘシティ港）と競合関係にある。

## 住民
オマーンとパキスタンの二重国籍を持つ者が多いが、アフリカ系の住民もいる。宗教はイスラム教が多数を占めていて、イスマーイール派が影響力がある。